# GoGo Penguin
A GoGo Penguin egy brit dzsesszegyüttes. Az együttes 2012-ben alakult Manchesterben.

## Története
A zenekar trióban működik, jelenlegi tagjai: Chris Illingworth – zongora, Nick Blacka – nagybőgő, Jon Scott – dob.
A kritikusok olyan nevekhez hasonlították őket, mint Aphex Twin,Squarepusher, Brian Eno, Massive Attack, Debussy vagy Philip Glass. 2015-ben leszerződtek a francia Blue Note Recordshoz. 2019-ben Magyarországon is felléptek a Művészetek Palotájában.

## Diszkográfia
- Fanfares (2012)
- v2.0 (2014)
- Man Made Object (2016)
- A Humdrum Star (2018)
- Ocean in a Drop (2019)
- GoGo Penguin (2020)
- GGP/RMX (2021)
- Between Two Waves (2022)
- Everything Is Going to Be OK (2023)
- Necessary Fictions (2025)